# Pammene ignorata
Pammene ignorata là một loài bướm đêm thuộc họ Tortricidae. In châu Âu it is được tìm thấy ở Đảo Anh, the Benelux, Fennoscandia, Thụy Sĩ, Áo, Cộng hòa Séc, Hungary, Ba Lan và vùng Baltic, phía đông đến phần phía đông của the Palearctic ecozone.
Sải cánh dài 10–12 mm. Con trưởng thành bay từ tháng 5 đến tháng 7.
Ấu trùng ăn Tilia và Ulmus species.